# Okręg wyborczy Southport
Okręg wyborczy Southport powstał w 1885 r. i wysyła do brytyjskiej Izby Gmin jednego deputowanego. Okręg obejmuje miasta Southport, Ainsdale, Birkdale i Crossens.

## Deputowani do brytyjskiej Izby Gmin z okręgu Southport
- 1885–1886: George Augustus Pilkington, Partia Liberalna
- 1886–1898: George Curzon, Partia Konserwatywna
- 1898–1899: Herbert Naylor-Leyland, Partia Liberalna
- 1899–1900: George Augustus Pilkington, Partia Liberalna
- 1900–1906: Edward Mashall-Hall, Partia Konserwatywna
- 1906–1910: John Meir Astbury, Partia Liberalna
- 1910–1923: Godfrey Dalrymple-White, Partia Konserwatywna
- 1923–1924: John Fowler Leece Brunner, Partia Liberalna
- 1924–1931: Godfrey Dalrymple-White, Partia Konserwatywna
- 1931–1952: Robert Hudson, Partia Konserwatywna
- 1952–1959: Roger Fleetwood-Hesketh, Partia Konserwatywna
- 1959–1987: Ian Percival, Partia Konserwatywna
- 1987–1992: Ronnie Fearn, Liberalni Demokraci
- 1992–1997: Matthew Banks, Partia Konserwatywna
- 1997–2001: Ronnie Fearn, Liberalni Demokraci
- 2001– : John Pugh, Liberalni Demokraci